# Meckenheim, Rheinland-Pfalz
Meckenheim är en kommun och ort i Landkreis Bad Dürkheim i förbundslandet Rheinland-Pfalz i Tyskland. Kommunen har cirka 3 500 invånare.